# Margaret Sloan-Hunter
Margaret Sloan-Hunter (née le 31 mai 1947 et morte le 23 septembre 2004) est une afroféministe noire, lesbienne, et militante pour les droits civiques. Elle est également l'une des premières éditrices du magazine Ms Magazine.

## Biographie
À l'âge de 14 ans, elle rejoint le Congress of Racial Equality (CORE), un groupe qui travaille sur la pauvreté et les questions urbaines de la communauté afro-américaine de Chicago. À 17 ans, elle fonde le Junior Catholique Inter-Racial Conseil. Dans ce conseil, des étudiants des quartiers déshérités ainsi que des banlieues débattent et travaillent sur les questions relatives aux problèmes raciaux. En 1966, Margaret Sloan-Hunter travaille avec le Dr Martin Luther King à la Southern Christian Leadership Conference et dans le Open Housing Marches.
En 1973, elle fonde la National Black Feminist Organization (NBFO), qui questionne du point de vue féministe des processus de racialisation et de genre. En 1975, sa fille et elle déménagent à Oakland, en Californie. Dans ce contexte, elle met sur pied la Women's Foundation. Margaret Sloan-Hunter participe également à organiser le Berkeley Women's Center et la Feminist School for Girls.
Margaret Sloan-Hunter publie un livre de poésie appelé Black & Lavander en 1995.
En 2004, elle meurt à Oakland à la suite d'une longue maladie.

## Dans la culture populaire
Dans la mini-série Mrs. America (2020), son rôle est interprété par Bria Henderson.